# 쌍둥이자리 유성군

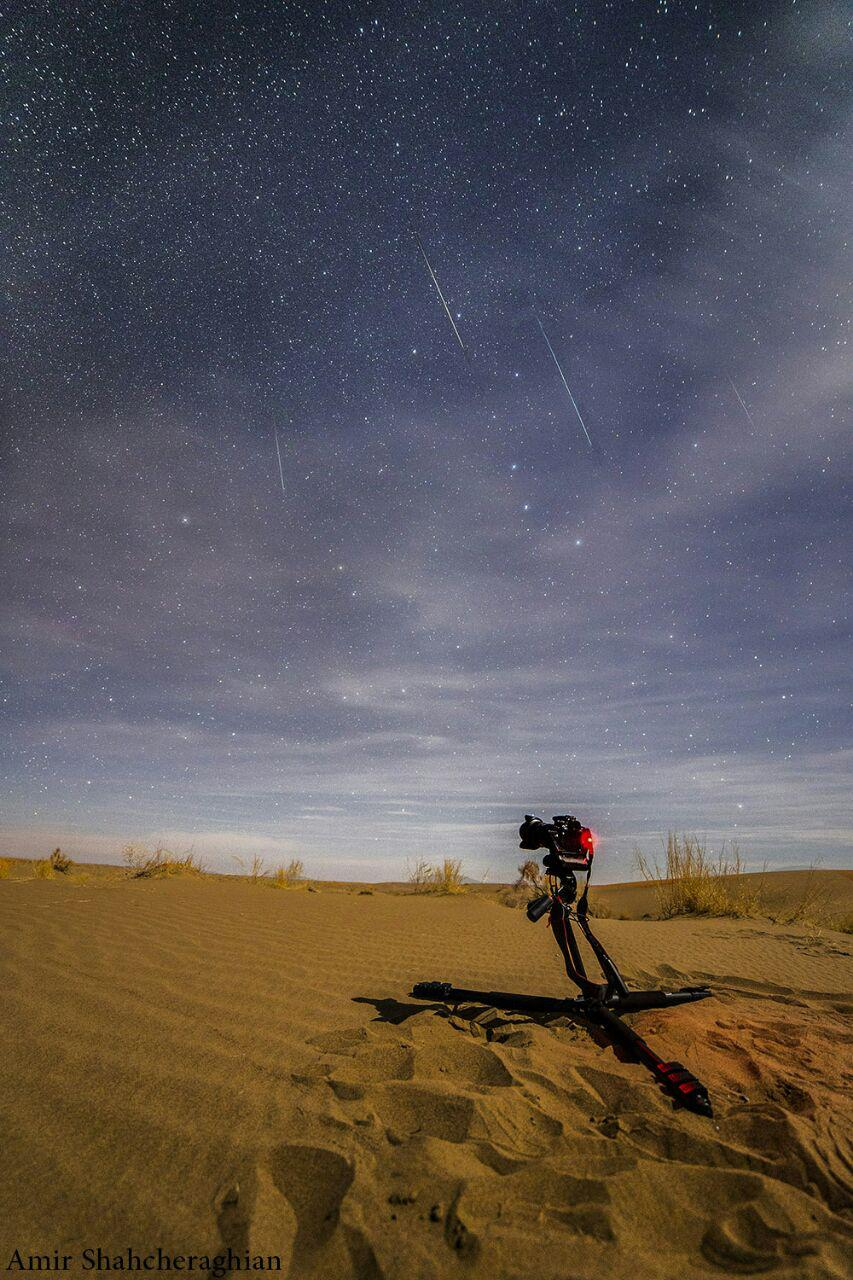

쌍둥이자리 유성우(Geminids)는 3200 파에톤 소행성에 의해 유발되는 유성우이다. 유성우의 원인은 혜성으로 알려져 있다. 쌍둥이자리 유성우는 느리게 움직이며 12월 13일에서 12월 14일경 최고조에 도달한다. 쌍둥이자리 유성우는 해마다 증가하여 최근에는 시간당 120-160개의 유성이 관측되었다. 쌍둥이자리 유성우는 1862년 처음 관측되었는데 다른 유성우보다 근래이다.

## 같이 보기
- 유성우 목록